# Ravn Barnekow
Ravn Barnekow, död omkring 1379, var en Mecklenburgsk riddare.
Raven von Barnekow inkom till Sverige med Albrekt av Mecklenburg, och försåg vid flera tillfällen Albrekt och hans far med pengar och mottog i gengäld bland annat Nyköpings slott och län 1465-1379 samt Dalarna som förläningar. Hans räkenskaper härifrån har delvis bevarats i arkivet i Schwerin. Ravn Barnekow deltog som en av huvudbefälhavarna i slaget vid Gataskogen och sändes 1366 tillsammans med Bo Jonsson (Grip) att å Albrekts vägnar förhandla med kungarna Valdemar och Håkan. Då landsfredsstadgan skulle utfärdas 1375 var Ravn Barnekow en av beseglarna. Kort därefter återvände Ravn Barnekow till Mecklenburg, där han tjänstgjorde hos hertig Albrekt. Han torde ha avlidit ungefär samtidigt som Albrekt.